# رائول آریانو
رائول آریانو (اسپانیایی: Raúl Arellano‎; ۲۸ فوریهٔ ۱۹۳۵ – ۱۲ اکتبر ۱۹۹۷) بازیکن فوتبال اهل مکزیک بود.
از باشگاه‌هایی که در آن بازی کرده‌است می‌توان به باشگاه فوتبال گوادالاخارا اشاره کرد.
وی همچنین در تیم ملی فوتبال مکزیک بازی کرده‌است.